# Karl Horn (Politiker, 1898)

Karl Horn

Friedrich Karl Horn (* 12. Februar 1898 in Rothenthal; † 8. Juni 1977 in München) war ein NSDAP-Politiker und Mitglied des Reichstages.

## Leben
Nach dem Besuch der Volksschulen in Großschirma, Nossen und Eibenstock erlernte Horn die Musterzeichnerei und besuchte die Kunstschule für Textilindustrie in Eibenstock. Ab dem 11. Dezember 1914 als Kriegsfreiwilliger eingezogen, kämpfte Horn im Ersten Weltkrieg sowohl an West- und Ostfront. Anschließend war er vom 13. Oktober 1918 bis 1920 in französischer Kriegsgefangenschaft. Danach war er bis 1922 als Zeichnergeselle tätig, im September des Jahres machte er sich als Musterzeichner in Eibenstock selbständig.
Zum 27. August 1925 trat er der NSDAP bei (Mitgliedsnummer 15.903). Ab November 1929 war er Stadtverordneter und Stadtverordnetenvorsteher in Eibenstock sowie Bezirkstagsverordneter. 1930 wurde er für die NSDAP in den Reichstag gewählt (Wahlkreis 29 – Leipzig). Vom 22. April bis 15. Oktober 1933 vertrat er die NSDAP im Sächsischen Landtag. Am 30. Januar 1933 wurde er Führer der SA-Standarte 105, am 1. Juli 1935 übernahm er die Standarte 139. In der 9. bis 11. Wahlperiode hatte er erneut ein Reichstagsmandat seiner Partei. Im Oktober 1937 wurde er in den Stab der Obersten SA-Führung nach München versetzt, wo er im Rang eines SA-Oberführers das Amt eines Abteilungschefs im Gerichts- und Rechtsamt ausübte. Am 9. November 1938 wurde er zum SA-Brigadeführer ernannt und diente von 1939 bis 1941 in der Infanterie. Ab 1943 war er erneut bei der Wehrmacht, wo er als Oberkriegsverwaltungsrat tätig war.